# داني كوركوران
داني كوركوران (بالإنجليزية: Danny Corcoran)‏ هو مسير أعمال أسترالي، ولد في 1953.